# S-phone

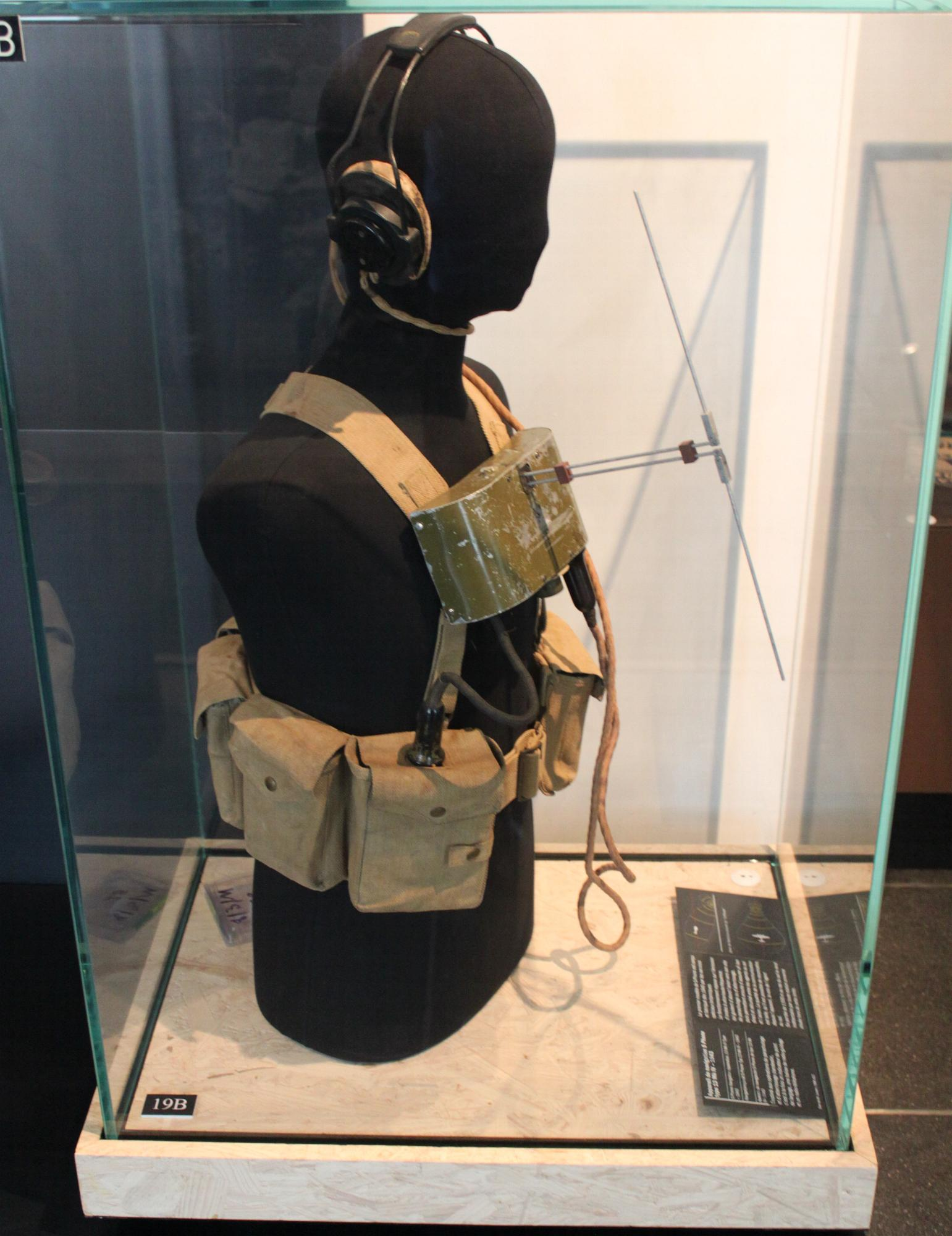
S-phone MK-IV, 1943

De S-phone was een toestel dat in de Tweede Wereldoorlog voor de Special Operations Executive (SOE) werd eind 1942 ontworpen om te kunnen communiceren tussen het verzet en de agenten van de SOE en later ook met de commando-eenheden aan de Franse kust. Ook kon er gecommuniceerd worden met onderzeeboten. Het systeem werd ontworpen door het Royal Corps of Signals.
Het was een duplex UHF radiotelefoon. De S-phone woog ongeveer 7 kilo, het bereik was maximaal tot een hoogte van 3000 meter en een afstand van 45 kilometer. Het toestel moest gericht worden op de berichtsontvanger, maar was daardoor niet goed te onderscheppen.
De grondzender werd vastgemaakt aan de voorkant van het lichaam, en had een iets gebogen vorm. Nadat de verzetsman op de grond contact had gemaakt met iemand in het vliegtuig, kon hij aanwijzingen geven over de landingsplaats, of informatie delen. De S-phone werkte op batterijen.
De Amerikanen maakten in het laatste jaar van de oorlog de Joan Eleanor. Deze was kleiner en geavanceerder dan de S-phone en werd gebruikt door militairen die Duitsland infiltreerden. Joan was de grondzender, Eleanor was de luchtzender. Hij werd in de Verenigde Staten en in 1944 ook in Bovington Camp in Dorset getest en pas later in 1944 in gebruik genomen. In het vliegtuig werden de gesprekken opgenomen.
De S-phone werd ook gebruikt tijdens de Watersnood van 1953.